# Choqa Kabud, Kermanshah
Choqa Kabud (în kurdă چیاکه‌و ,Çîya Kew, în persană چقاكبود, romanizat și ca Choqā Kabūd și Cheqā Kabūd; cunoscut și sub numele de Chīa Kabūd) este un sat din districtul rural Baladarband, în districtul central al Shahrestānului Kermanshah, provincia Kermanshah, Iran. La recensământul din 2006, populația sa era de 135 de locuitori, în 34 de familii.